# Kalinowa (osada w powiecie kutnowskim)
Kalinowa – osada w Polsce, położona w województwie łódzkim, w powiecie kutnowskim, w gminie Kutno.
W latach 1975–1998 miejscowość należała administracyjnie do województwa płockiego.